# Sigismund Payne Best

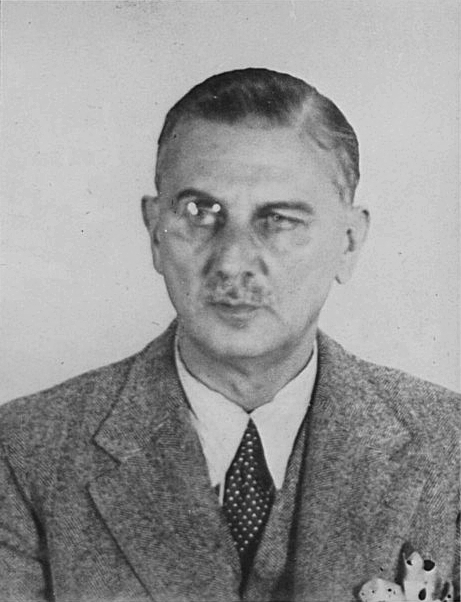
Captain Sigismund Payne Best (1939)

Sigismund Payne Best (* 14. April 1885 in Cheltenham; † 21. September 1978 in Calne) war Captain beim britischen Secret Intelligence Service. Sein Name ist eng verbunden mit dem Venlo-Zwischenfall 1939.

## Leben

### Herkunft und Ausbildung
Best wurde in Cheltenham, Gloucestershire, als Sohn eines Arztes, der Enkel eines indischen Maharadschas war, geboren.
Nach einem naturwissenschaftlichen Studium in London arbeitete Best zunächst als Kaufmann. 1908 ging er zum Violinstudium an die Musikakademie von Lausanne. Anschließend studierte er an der Universität München Wirtschaftswissenschaften und parallel dazu am Konservatorium Musikwissenschaften. 1913 schloss er beides mit Examen ab.

### Offizier beim britischen Geheimdienst
Zurück in England ging er als Freiwilliger zur Armee. Er heiratete Dorothy Hallwood Adams, die bereits 1918 starb. Im Ersten Weltkrieg war er als Offizier beim MI6, dem britischen Secret Intelligence Service (SIS), in Frankreich, Belgien und den Niederlanden im Einsatz. 1919 wurde Captain Best mit dem Order of the British Empire (OBE) ausgezeichnet.
Nach dem Krieg lebte er in den Niederlanden, wo er sich in Den Haag als Geschäftsmann betätigte (u. a. Import von Automobilen, Handel mit Hopfen für englische Bierbrauereien).
1920 heiratete Best die niederländische Malerin Margaretha Payne Best-Van Rees („May“, * 1892 † 1980). Anfang der 1930er Jahre gründete er zusammen mit dem Niederländer Pieter Nicolaas van der Willik die Firmen „Continental Trade Service“ und „Pharmisan“.
In den 1920er Jahren war er weiterhin mit dem SIS, allerdings in einer heute nicht mehr genau rekonstruierbaren Art, verbunden. Anfang der 1930er Jahre wurde er hauptamtlicher Mitarbeiter des SIS bei einem steuerfreien Honorar von 20.000 Gulden im Jahr.
Ab Mitte der 1930er Jahre wurde ihm die Leitung der Organisation Z in den Niederlanden übertragen. Dies war eine von Lieutenant-Colonel Claude Dansey (1876–1947) gegründete streng konspirative Sektion des SIS, die im Gegensatz zu den Geheimagenten in den Passport Control Offices (PCO) verdeckt arbeitete. Die wichtigsten Z-Niederlassungen waren in den Niederlanden, in der Schweiz und in Paris.
Best wohnte in Den Haag in der Lange Voorhout 90 und war als seriöser britischer Geschäftsmann bekannt. Er gehörte zur „höheren Gesellschaft“, war seit 1938 Mitglied im Haag'schen Golfclub und hatte gute Beziehungen bis in das Königshaus. Regelmäßig traf er sich mit Prinz Hendrik († 1934), Herzog von Mecklenburg-Schwerin und Ehemann der Königin Wilhelmina, um gemeinsam zu musizieren.

### Venlo-Zwischenfall und Haft im KZ
Im Herbst 1939 kam er in Kontakt mit vermeintlichen Offizieren der Wehrmacht, die vorspiegelten, Adolf Hitler beseitigen zu wollen. In Wirklichkeit handelte es sich um SS-Sturmbannführer Walter Schellenberg von Reinhard Heydrichs Sicherheitsdienst SD und dessen Freund Max de Crinis. Diese Verhandlungen, denen der britische Premierminister Arthur Neville Chamberlain größte Bedeutung beimaß, endeten mit dem Venlo-Zwischenfall, bei dem Best und sein Partner Major Richard Henry Stevens, Leiter des niederländischen PCO, an der niederländisch-deutschen Grenze bei Venlo von einem SS-Sonderkommando nach Deutschland entführt wurden. Dabei wurde der niederländische Geheimdienstoffizier Luitenant Dirk Klop erschossen. Diese Aktion machte das gesamte Spionagenetz des britischen Geheimdienstes in West- und Mitteleuropa nahezu wertlos. Die deutsche Nazi-Propaganda präsentierte Best und Stevens als angebliche Drahtzieher von Georg Elsers Bürgerbräuattentat.
Best und Stevens verbrachten, nachdem sie zentrale Geheimnisse über den britischen Geheimdienst preisgegeben hatten, isoliert voneinander über fünf Jahre als Sonderhäftlinge in den Konzentrationslagern Sachsenhausen und Dachau bei relativ guter Behandlung. Im KZ Sachsenhausen war auch der Widerstandskämpfer Georg Elser untergebracht. In seinen Memoiren veröffentlichte Best angeblich von Elser stammende Berichte, die jedoch mit den heute bekannten Fakten im völligen Widerspruch stehen und offensichtlich von Best frei erfunden wurden.
Gegen Kriegsende wurde Best von Sachsenhausen nach Dachau verlegt. Von dort wurde er Ende April 1945 mit über 130 anderen Sonderhäftlingen, unter ihnen auch Hjalmar Schacht, Kurt Schuschnigg mit Familie, Bests Partner Stevens, Sippenhäftlinge der Familien von Claus Graf Schenk von Stauffenberg, Carl Friedrich Goerdeler, Ulrich von Hassell und Kurt von Hammerstein-Equord in die Alpen evakuiert, wo die Gefangenengruppe durch eine Aktion des Offiziers der Wehrmacht Wichard von Alvensleben befreit wurde (siehe Befreiung der SS-Geiseln in Südtirol).

### Wieder in Freiheit
Nach dem Krieg wurde Best, dem man das Desaster von Venlo anlastete, aus dem SIS entlassen. Zu diesem Zeitpunkt war er bereits 60 Jahre alt. Er lebte mit seiner Frau May in Chagford in Devon. 1950 veröffentlichte Best seine Memoiren unter dem Titel The Venlo Incident und landete damit einen Bestseller. Nach Trennung von seiner Frau May im Jahr 1963 heiratete Best seine dritte Frau Bridget Payne Best und zog nach Calne in Wiltshire.
Best verstarb 1978 im Alter von 93 Jahren. Im Archiv des Imperial War Museum in London werden die Best Papers, eine Sammlung von Briefen und Aufzeichnungen des ehemaligen Geheimdienstoffiziers, aufbewahrt. Die offiziellen britischen Regierungsakten zum Venlo-Zwischenfall waren auf Grundlage des Official Secrets Act ursprünglich bis zum Jahr 2015 gesperrt, sind aber bereits im Jahr 2009 freigegeben worden.
Die ursprünglich von den Nationalsozialisten aufgestellte Behauptung, Best und damit der britische Geheimdienst habe 1939 hinter dem Bürgerbräuattentat von Georg Elser gesteckt, ist zwar längst widerlegt, wurde aber nach über 70 Jahren erneut publiziert.